# Lelkoun srílanský
Lelkoun srílanský (Batrachostomus moniliger) je malý druh lelkouna, který se vyskytuje na Šrí Lance a v jižní Indii (Západní Ghát).

## Systematika
Druh popsal Edward Blyth v roce 1849. Lelkoun srílanský se řadí do rodu Batrachostomus, což je největší rod čeledi lelkounovití, resp. řádu lelkouni (Podargiformes). Lelkoun srílanský tvoří 2 poddruhy s následujícím rozšířením:
- B. m. roonwali Dutta, 2009 – jihozápadní Indie
- B. m. moniliger Blyth, 1849 – Šrí Lanka

Druhové jméno moniliger pochází z latinského monile („náhrdelník“) a -ger („nesoucí“; gerere = „nosit“).

## Popis
Jedná se o malého lelkouna o délce těla kolem 23–25 cm. Křídlo je dlouhé 11–13 cm, ocas 9–12 cm, zobák 2 cm. Většina opeření samců je šedohnědá, samice bývají spíše do červenohněda až kaštanova. Stejně jako ostatní lelkouni, i lelkoun srílanský má na bází velmi široký zobák, který je na konci zašpičatělý a zaháknutý. Hlava je velká, oči žluté.

## Rozšíření a populace
Lelkoun srílanská je rozšířen na Šrí Lance a v Západním Ghátu, pohoří na jihozápadě Indie. Obývá husté vlhké pralesy i druhotné lesy s hustým podrostem. Vyskytuje se do nadmořských výšek 1600 m n. m. Celková populace je neznámá, avšak druh bývá popisován na Šrí Lance jako běžný, v Indii jako neobvyklý.

## Biologie
Lelkouni srílanští jsou noční ptáci. Žijí v lese, jsou plaší, hlasově se příliš neprojevují a jejich opeření je vysoce kryptické (splývající s okolím), takže je poměrně těžké je ve volné přírodě zahlédnout. Živí se hmyzem jako jsou kobylky, brouci nebo noční motýli. Hnízdí od ledna do dubna, avšak může zahnízdit i v dalších měsících až do října. Hnízdo si staví na stromě v místech větvení. Samice snáší pouze 1 bílé vejce elipsovitého tvaru. Inkubují samec i samice.
Hřaduje na větvích do výšky 5 m nad zemí s mírně nakloněným tělem. Často hřaduje v páru, typicky zády k sobě. V případě vyrušení se lelkouni pomalu vzpřímí a postupně vztyčí hlavu nahoru, aby tak ještě lépe splývali s okolím. V této pozici občasně stále velmi opatrně pohybují hlavou a očima, aby monitorovali situaci. V případě trvajícího nebezpečí lelkouni mohou předvést svůj obranný tanec, během kterého se zahledí na vetřelce a rozevřou svůj mohutný zobák, který pomalu opět zavírají.

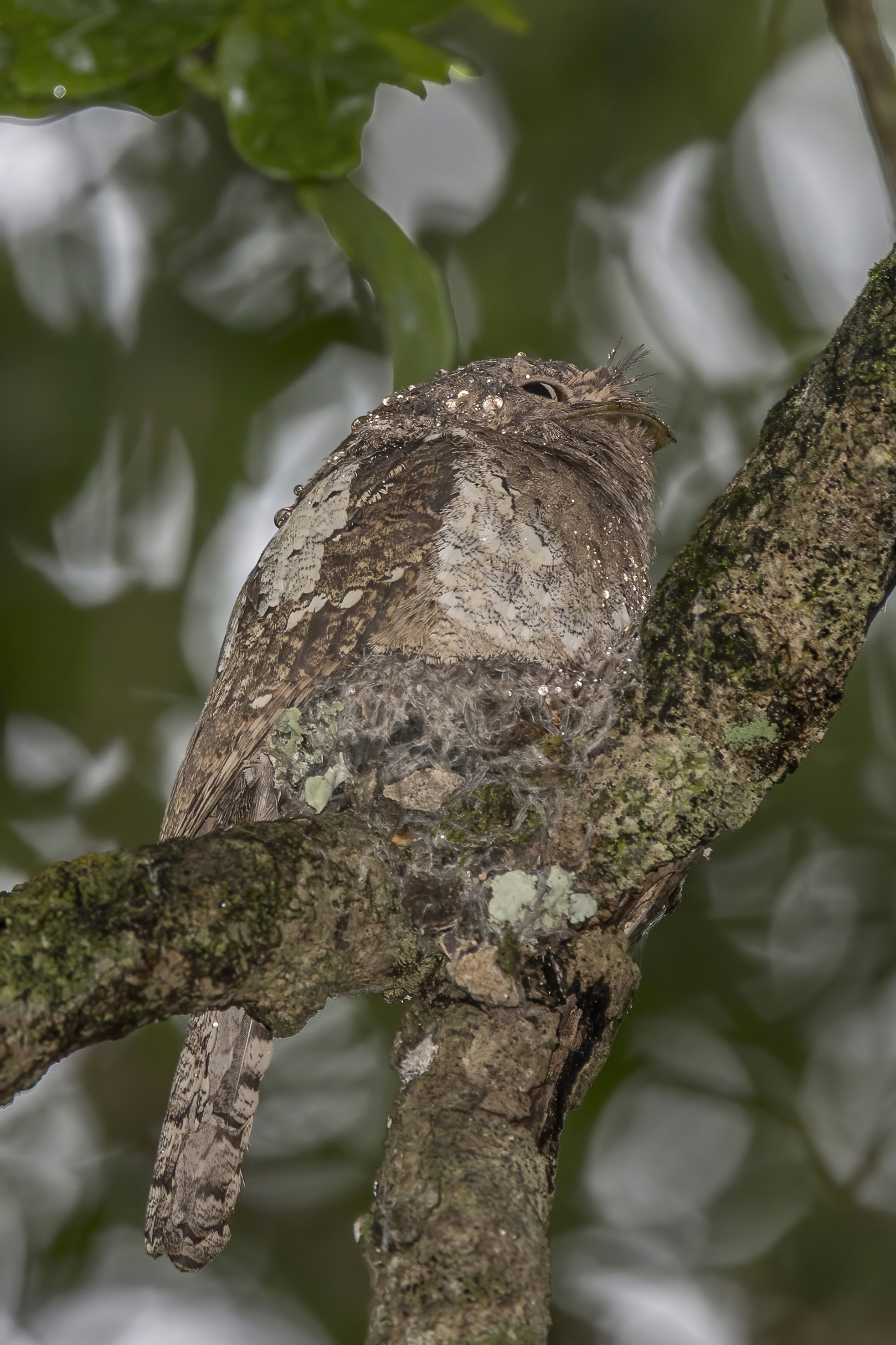
Samice subsp. moniliger na hnízdě, Šrí Lanka
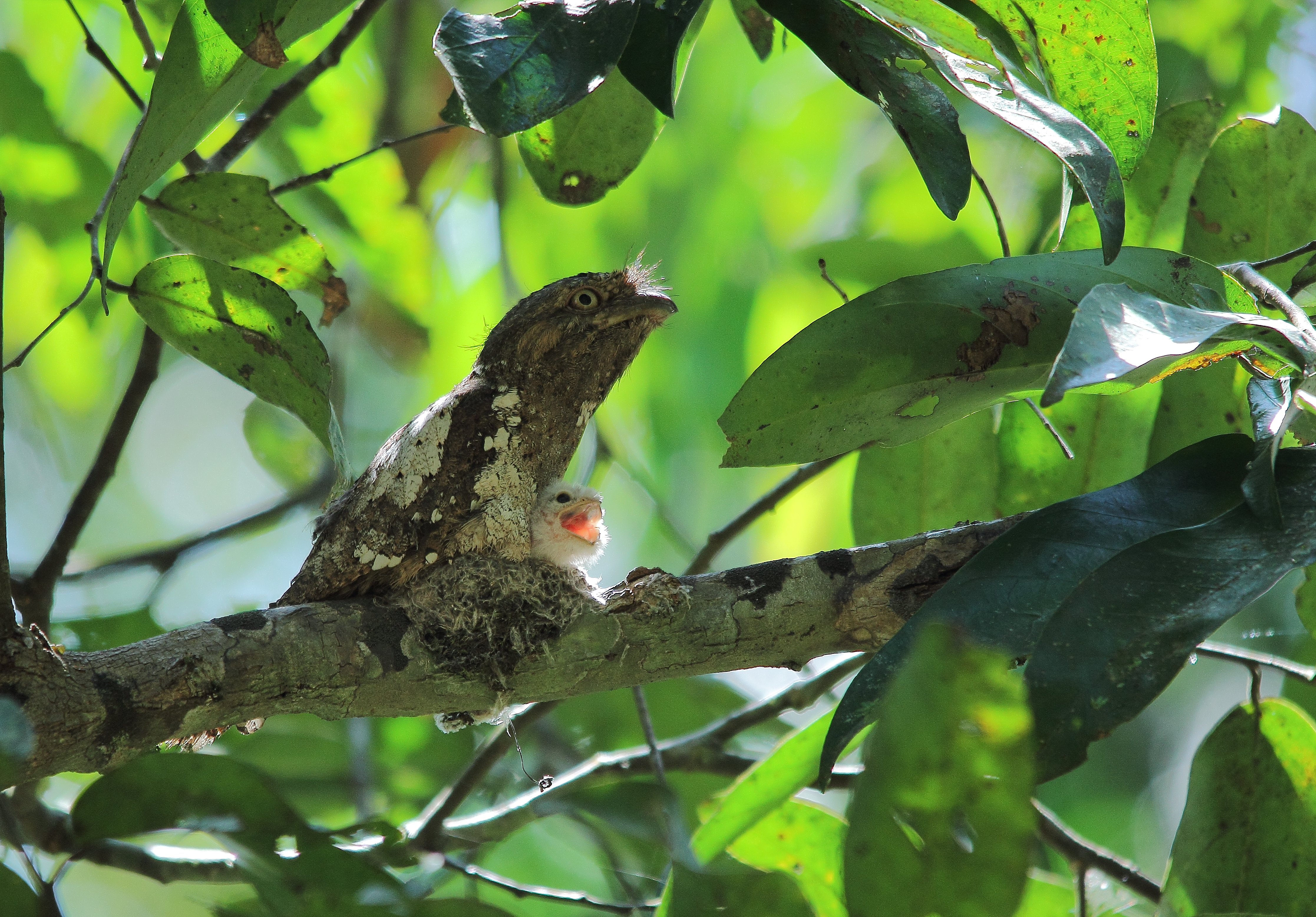
Samice subsp. roonwali na hnízdě s ptáčetem
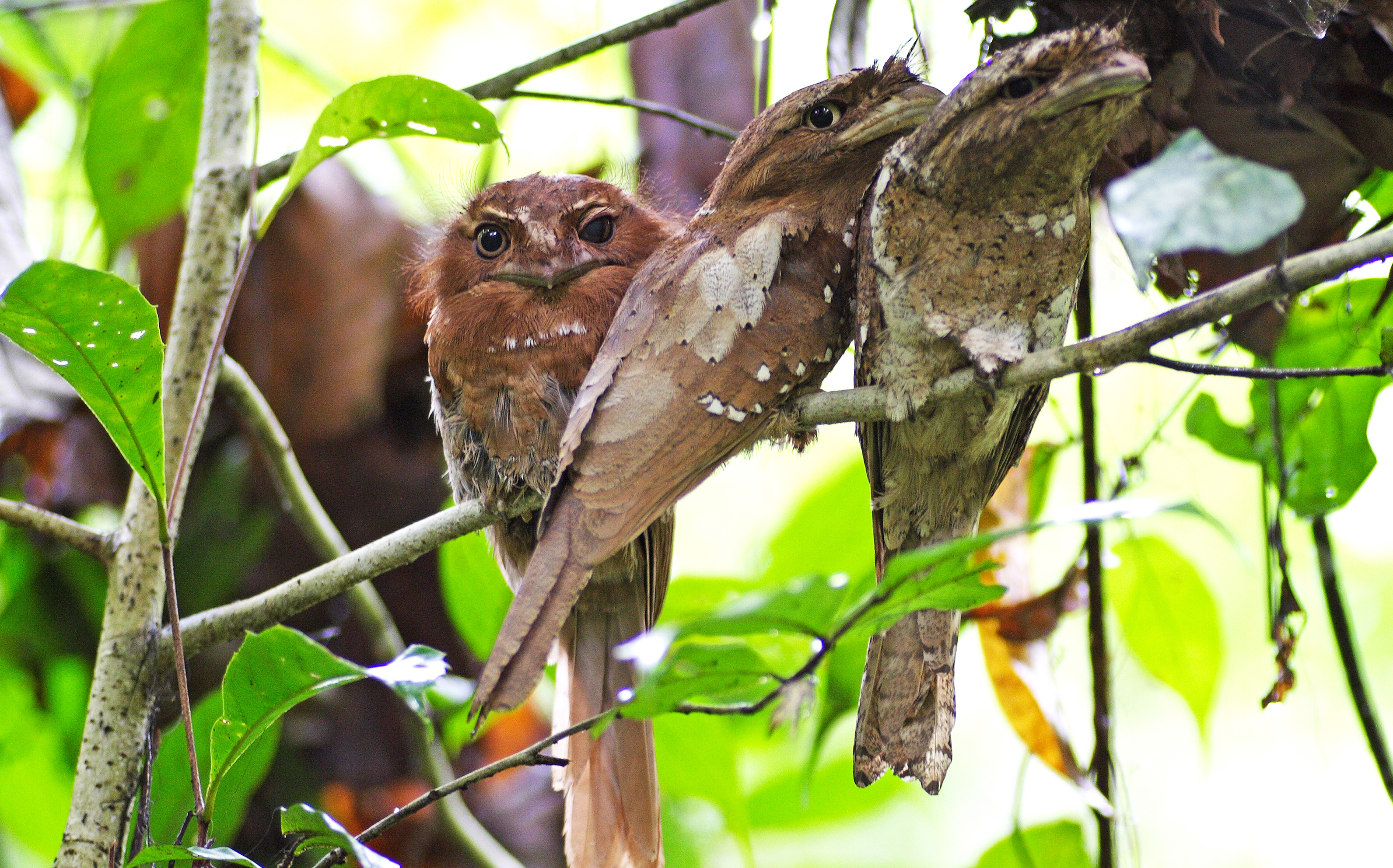
Samice subsp. roonwali (vlevo) s juvenilním lelkounem (uprostřed) a samcem
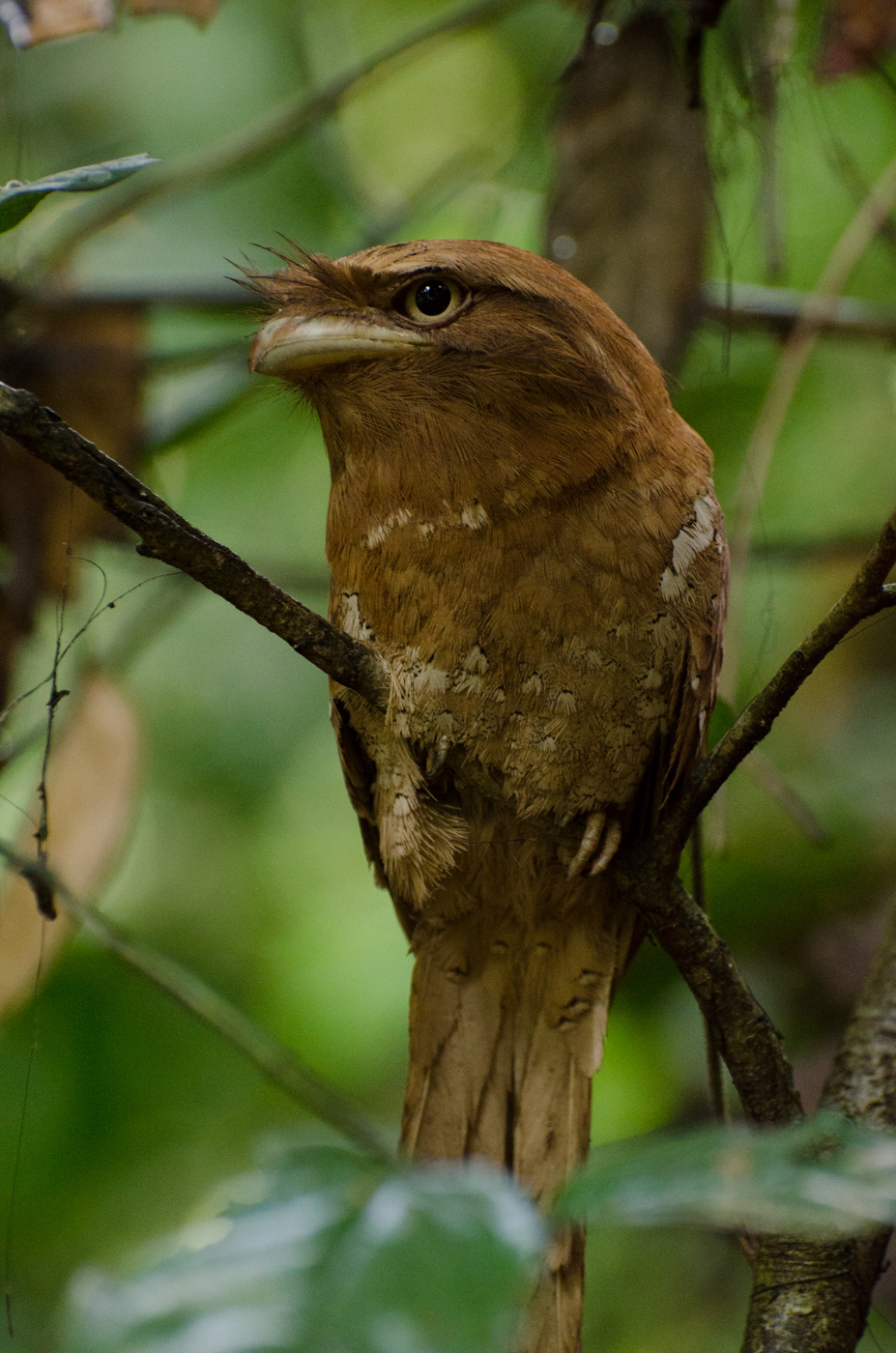
Subsp. roonwali (Kérala, Indie)